# Kevin Ratajczak
Kevin Ratajczak (nacido el 7 de agosto de 1985) es un vocalista, músico y compositor alemán conocido por ser el vocalista principal de la banda de electronicore alemana Electric Callboy, para lo cual proporciona voces "sucias" como gruñidos y gritos junto al vocalista "limpio" Nico Sallach.

## Primeros años
Ratajczak nació en Datteln el 7 de agosto de 1985. Es de ascendencia polaca. De niño, su primera experiencia con la música más dura fue escuchando los álbumes de Deep Purple de su padre. Más tarde, también citaría a Brendon Urie de Panic! at the Disco como un modelo vocal a seguir, además de revelar que ver a Slipknot en el Grugahalle a los 18 años era su concierto favorito.

## Carrera
En 2010, Ratajczak se convirtió en miembro fundador de Electric Callboy, donde proporcionó las voces "impuras" (como gruñidos y gritos) junto al vocalista limpio Sebastian "Sushi" Biesler, el guitarrista principal Daniel "Danskimo" Haniß, el bajista Daniel Klossek, el baterista Michael Malitzki y el guitarrista rítmico Pascal Schillo. Biesler dejó la banda en 2020 y fue reemplazado por Nico Sallach en las voces limpias. Ratajczak y Sallach componen la mayoría de las letras de la banda. Presentaron su canción "Pump It" para representar a Alemania como wildcard en el Festival de la Canción de Eurovisión 2022, pero finalmente fue rechazada.

## Vida personal
Ratajczak está casado y tiene dos hijos.

## Discografía
Con Eskimo Callboy / Electric Callboy
- Bury Me in Vegas (2012)
- We Are The Mess (2014)
- Crystals (2015)
- The Scene (2017)
- Rehab (2019)
- Tekkno (2022)